# MTN Energade/2010
Deze pagina geeft een overzicht van de MTN Energade-wielerploeg in 2010. 

## Algemene gegevens
Sponsors: MTN
Algemeen manager: Douglas Ryder
Ploegleider(s): Kandice Buys, Shane King
Fietsen: Raleigh

## Renners
| Naam                        | Geboortedatum | Nationaliteit | Ploeg 2009                   |
| --------------------------- | ------------- | ------------- | ---------------------------- |
| Kevin Evans                 | 06-06-1978    | Zuid-Afrika   |                              |
| Dylan Girdlestone           | 11-10-1989    | Zuid-Afrika   | Neo                          |
| Reinardt Janse Van Rensburg | 03-02-1989    | Zuid-Afrika   | Neo                          |
| Ian McLeod                  | 03-10-1980    | Zuid-Afrika   |                              |
| Stanley Namanyana           | 24-04-1988    | Zuid-Afrika   | Neo                          |
| Adrien Niyonshuti           | 02-02-1987    | Rwanda        |                              |
| Bradley Potgieter           | 11-05-1989    | Zuid-Afrika   |                              |
| Christoff Van Heerden       | 13-01-1985    | Zuid-Afrika   |                              |
| Juan Van Heerden            | 24-09-1986    | Zuid-Afrika   |                              |
| Jacobus Venter              | 13-02-1987    | Zuid-Afrika   | Trek-Marco Polo Cycling Team |

## Overwinningen
Nationale kampioenschappen wielrennen
Zuid-Afrika tijdrit: Kevin Evans
Zuid-Afrika wegrit: Christoff Van Heerden
Rwanda wegrit: Adrien Niyonshuti
Ronde van Rwanda
1e etappe: Reinardt Janse Van Rensburg
2007 · 2008 · 2009 · 2010 · 2011 · 2012 · 2013 · 2014 · 2015 · 2016 · 2017 · 2018 · 2019 · 2020 · 2021